# 克谢尼娅·西多连科
克谢尼娅·弗拉基米罗芙娜·西多连科（烏克蘭語：Ксенія Володимирівна Сидоренко，1986年7月2日—），乌克兰花样游泳运动员，2017年世界游泳锦标赛自由组合银牌得主和集体自由自选铜牌得主、2020年夏季奥运会集体铜牌得主。